# Manuel Farguell i de Magarola
Manuel Farguell i de Magarola   (Barcelona, 7 de juliol de 1855 - Berga, 1928) fou un polític i empresari tèxtil català.

## Biografia
Fill de Joaquim Farguell i Caum, antic diputat natural de Berga, i Pilar de Magarola i Mas, natural de Barcelona. Com el seu pare, es va vincular al Partit Conservador, i fou membre de la Diputació de Barcelona per Berga-Manresa de 1882 a 1892, i de 1901 a 1910. Però l'èxit electoral de Solidaritat Catalana a les eleccions de 1907 el va impulsar a integrar-se en la Lliga Regionalista, amb la que fou nomenat senador per Girona el 1907-1908 i diputat per Berga a les eleccions generals espanyoles de 1910, 1914 i 1916. El 1921 fou nomenat governador civil de Toledo.